# Episodi di Polizeiinspektion 1 (decima stagione)
La decima stagione della serie televisiva Polizeiinspektion 1 è stata trasmessa in anteprima in Germania dalla ARD tra il 26 settembre 1988 e il 19 dicembre 1988.
| nº | Titolo originale   | Titolo italiano | Prima TV Germania | Prima TV Italia |
| -- | ------------------ | --------------- | ----------------- | --------------- |
| 1  | Schlafstörungen    | inedito         | 26 settembre 1988 | inedito         |
| 2  | Schutzgeld         | inedito         | 3 ottobre 1988    | inedito         |
| 3  | Überstunden        | inedito         | 10 ottobre 1988   | inedito         |
| 4  | Nackte Tatsachen   | inedito         | 17 ottobre 1988   | inedito         |
| 5  | Die Erbschaft      | inedito         | 24 ottobre 1988   | inedito         |
| 6  | Nachtgeschäfte     | inedito         | 31 ottobre 1988   | inedito         |
| 7  | Einmal im Leben    | inedito         | 7 novembre 1988   | inedito         |
| 8  | Unheimlich seriös  | inedito         | 14 novembre 1988  | inedito         |
| 9  | Der Stellvertreter | inedito         | 21 novembre 1988  | inedito         |
| 10 | Alles Theater      | inedito         | 28 novembre 1988  | inedito         |
| 11 | Vorschriftswidrig  | inedito         | 5 dicembre 1988   | inedito         |
| 12 | Heimarbeit         | inedito         | 12 dicembre 1988  | inedito         |
| 13 | Der Umzug          | inedito         | 19 dicembre 1988  | inedito         |